# Apelación a la naturaleza
No confundir con Falacia naturalista
Una apelación a la naturaleza o argumentum ad naturam es un argumento o táctica retórica en la que se propone que "una cosa es buena porque es 'natural' o mala porque es 'antinatural'". Generalmente se considera un mal argumento (falacia) porque la premisa primaria implícita (no declarada) "Lo que es natural es bueno" no tiene un significado convincente en la práctica, o es una opinión en lugar de un hecho, pues por ejemplo se podría argumentar que un tumor maligno es bueno porque es natural aunque en realidad se trata de un padecimiento potencialmente mortal con poco o ningún beneficio. En algunos marcos filosóficos donde lo natural y lo bueno se definen claramente dentro de un contexto específico, la apelación a la naturaleza puede ser lo suficientemente válida y convincente.

## Formas
Forma general de este tipo de argumento:
Aquello que es natural es bueno.
N es natural.
Entonces, N es bueno o correcto.

Aquello que es artificial es malo.
U es artificial.
Entonces, U es malo o incorrecto.
En algunos contextos, el uso de los términos " naturaleza " y "natural" puede ser vago, dando lugar a asociaciones no intencionadas con otros conceptos. La palabra "natural" también puede ser considerado un término cargado- Al igual que la palabra "normal", que, en algunos contextos, puede conllevar un juicio de valor implícito. Por lo tanto, una apelación a la naturaleza haría una petición de principio , porque la conclusión está implícita en la premisa.
Las opiniones difieren con respecto a la apelación a la naturaleza en un argumento racional. Según algunos puntos de vista más permisivos, a veces se puede tomar como una regla práctica útil en ciertos dominios limitados, incluso si admite algunas excepciones. Cuando tal principio se aplica como regla general, se presume que los hechos naturales proporcionan juicios de valor confiables con respecto a lo que es bueno, salvo evidencia en contrario, e igualmente para hechos no naturales que brindan juicios de valor confiables con respecto a lo que es malo. Dentro de un dominio limitado, tratar una regla empírica como "en igualdad de condiciones, por lo general debe tratar de comer alimentos naturales" como si fuera un principio sin excepciones, a veces puede implicar una falacia accidental.
Julian Baggini explica la visión estándar de lo que hace que esto sea una falacia de la siguiente manera: "Incluso si podemos estar de acuerdo en que algunas cosas son naturales y otras no, ¿qué se sigue de esto? La respuesta es: nada. No hay ninguna razón fáctica para suponer que lo natural sea bueno (o al menos mejor) y lo antinatural sea malo (o al menos peor)".

## Historia
El significado y la importancia de varios entendimientos y conceptos de "naturaleza" ha sido un tema de discusión persistente históricamente tanto en la ciencia como en la filosofía. En la antigua Grecia, "las leyes de la naturaleza no se consideraban como descripciones generalizadas de lo que realmente sucede en el mundo natural ... sino más bien como normas que la gente debería seguir ... Por lo tanto, la apelación a la naturaleza tendía a significar una apelación a la naturaleza del hombre tratado como fuente de normas de conducta. Para los griegos esto ... representaba una exploración y un sondeo consciente en un área en la que, de acuerdo con toda su tradición de pensamiento, se encontraba la verdadera fuente de las normas de conducta".

En los tiempos modernos, los filósofos han desafiado la noción de que el estatus de los seres humanos como seres naturales debería determinar o dictar su ser normativo. Por ejemplo, Rousseau sugirió que "no sabemos lo que nuestra naturaleza nos permite ser". Más recientemente, Nikolas Kompridis ha aplicado el axioma de Rousseau a los debates sobre la intervención genética (u otros tipos de intervención) en la base biológica de la vida humana, escribiendo:
"Este es un dominio de la libertad humana que no está dictado por nuestra naturaleza biológica, pero esto es algo desconcertante porque deja incómodamente abierto qué tipo de seres podrían llegar a ser los seres humanos ... Dicho de otra manera: ¿Qué estamos dispuestos a permitir a nuestra naturaleza? ¿ser - estar? ¿Y sobre qué base debemos dar nuestro permiso?" 
Kompridis escribe que la visión naturalista de los seres vivos, articulada por un científico como la de "máquinas cuyos componentes son bioquímicos" (Rodney Brooks), amenaza con hacer que una única comprensión normativa del ser humano sea la única comprensión posible. Escribe: "Cuando nos consideramos 'máquinas cuyos componentes son bioquímicos', no solo presumimos saber lo que nuestra naturaleza nos permite ser, sino también que este conocimiento nos permite responder a la pregunta de qué será de nosotros ... Ésta no es una pregunta que debamos responder, sino más bien una pregunta a la que debemos seguir respondiendo". Esto además ignora que la biología actual ha abandonado la visión mecanicista de la organismos vivos por una visión de sistemas interrelacionados.

## Ejemplos

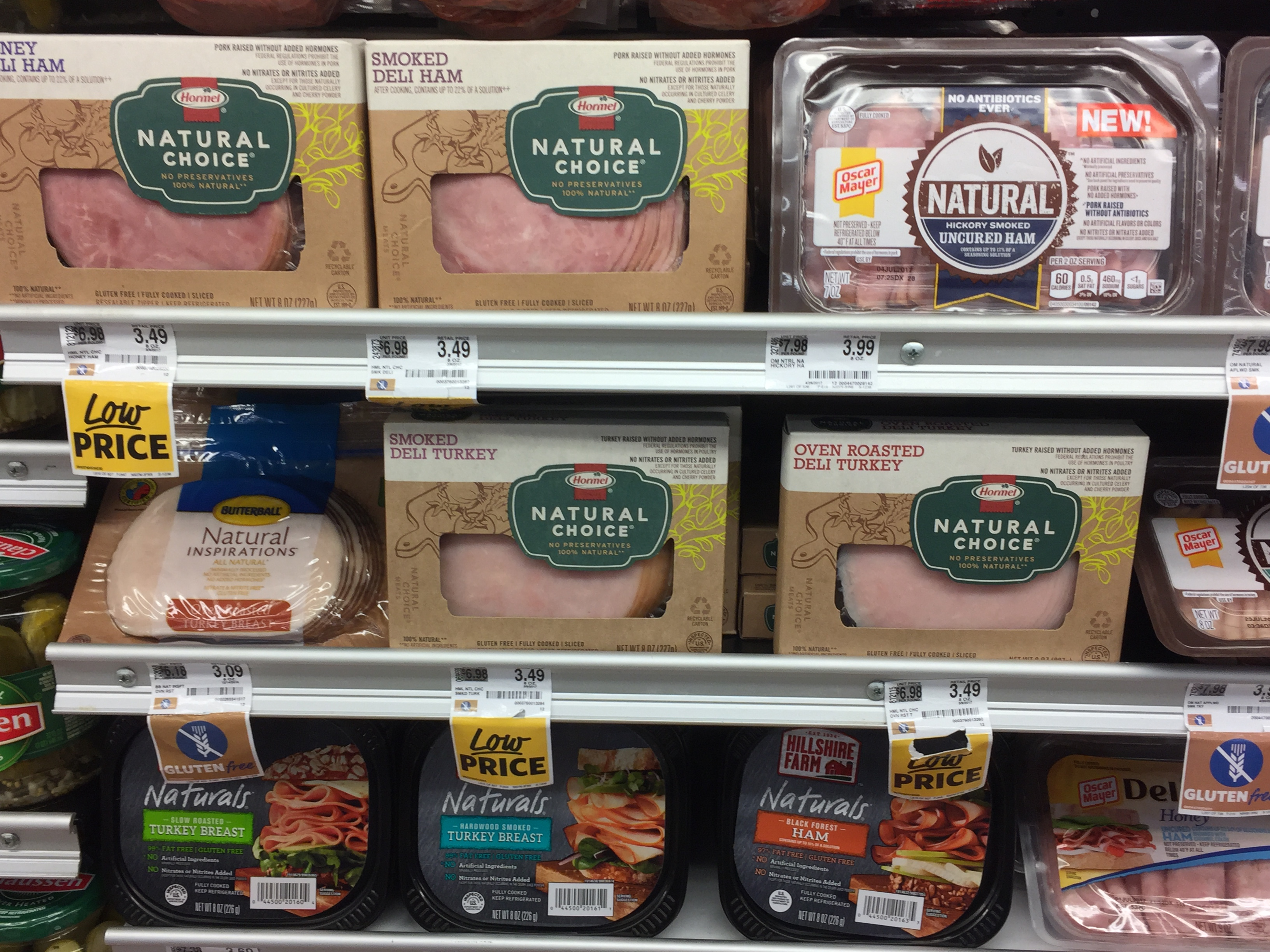
Estante de supermercado con cuatro marcas diferentes que se anuncian, de alguna forma, como "naturales".

Algunos ejemplos populares del atractivo de la naturaleza se pueden encontrar en etiquetas y anuncios de alimentos, ropa, remedios herbales alternativos y muchas otras áreas. Las etiquetas pueden usar la frase "totalmente natural", para dar a entender que los productos son inocuos para el medio ambiente y seguros. Sin embargo, el hecho de que un producto sea "natural" o no es irrelevante, en sí mismo, para determinar su seguridad o eficacia. Por ejemplo, muchos venenos peligrosos son compuestos que se encuentran en la naturaleza.
También es una práctica común que la medicina se plantee como un llamamiento a la naturaleza, afirmando que la medicina es "antinatural" y, por lo tanto, no debe usarse. Esto es particularmente notable como argumento empleado contra la práctica de la vacunación.
Sobre el tema del consumo de carne, Peter Singer sostiene que es erróneo decir que el consumo de carne es moralmente aceptable, simplemente porque es parte de la "forma natural", como la forma en que los humanos y otros animales se comportan de forma natural tiene nada que ver con la forma en debemos comportarnos. Por lo tanto, afirma Singer, la permisibilidad o inadmisibilidad moral de comer carne debe evaluarse por sus propios méritos, no apelando a lo que es "natural".